# Léon de Poncins
Vicontele Léon de Poncins (n. 1897 - d. 1976) a fost un jurnalist și scriitor francez catolic.

## Lucrări publicate (selecție)
- 1921: Les Protocoles des sages de Sion, Grasset
- 1928: Les Forces secrètes De La Révolution (cu sensul de Forțele secrete din spatele Revoluției), Brossard
- 1932: La Franc-Maçonnerie, puissance occulte, Brossard